# Établissement rural d'Oust-Koksa
L'établissement rural d'Oust-Koksa (en russe : Усть-Коксинское се́льское поселе́ние, en altaï méridional : Кӧксу-Оозыныҥ јурт јеезези) est une entité municipale russe du raïon d'Oust-Koksa dans la république de l'Altaï. Son centre administratif est le village d'Oust-Koksa, et sa population s'élevait à 5 921 habitants en 2023.

## Géographie
L'établissement rural se situe dans le raïon d'Oust-Koksa, un des dix raïons de la république de l'Altaï, en Sibérie. Il est un des neuf établissements ruraux du raïon d'Oust-Koksa. Son centre administratif est le village d'Oust-Koksa,.

## Histoire et statut
À l'époque soviétique, l'établissement rural était un conseil de village (selsoviet). Mais en 1995, le conseil de village a été transformé en administration rurale. Le 13 janvier 2005, à la suite de la réforme municipale, l'administration rurale a été transformée en établissement rural.

## Population
Recensements (*) et estimations de la population,:
| 2010* | 2021* | 2023  | - |
| ----- | ----- | ----- | - |
| 5 510 | 5 836 | 5 921 | - |

## Localités
L'établissement rural compte 8 localités,.
| Nom          | Nom russe  | Statut    | Population Recensement 2021 |
| ------------ | ---------- | --------- | --------------------------- |
| Bachtala     | Баштала    | village   | 437                         |
| Vlassievo    | Власьево   | village   | 6                           |
| Kastakhta    | Кастахта   | village   | 129                         |
| Krasnoïarska | Красноярка | possiolok | 0                           |
| Kourounda    | Курунда    | possiolok | 151                         |
| Sini Iar     | Синий Яр   | village   | 5                           |
| Tiougourouk  | Тюгурюк    | possiolok | 298                         |
| Oust-Koksa   | Усть-Кокса | village   | 4 810                       |